# Terremoto de Verona de 1117
El terremoto de Verona de 1117 sacudió el norte de Italia y el sur de Alemania el 3 de enero de 1117.
El epicentro del primer choque fue cerca de Verona, la ciudad que sufrió los mayores daños. El muro exterior del anfiteatro fue derribado parcialmente, y la porción de pie fue dañada en un posterior terremoto de 1183. Muchas otras iglesias, monasterios y monumentos antiguos fueron destruidos o seriamente dañados, eliminando gran parte de las primeras arquitecturas medievales de Verona y proporcionando un espacio para una reconstrucción masiva en estilo románico.
Después del primer choque del 3 de enero, la actividad sísmica persistió durante meses, más notable el 12 de enero, el 4 de junio, el 1 de julio, el 1 de octubre y el 30 de diciembre.
El terremoto no solo se sintió en Verona sino en todo el norte de Italia, desde Cividale a Pavía, al sur de Pisa y el norte de Suiza. Fuera de Verona, las zonas más dañadas eran Milán, Bérgamo, Brescia, Venecia, Treviso, Módena, Parma y Cremona. Noticias del terremoto llegaron a Montecassino y Reims.
El cronista milanés Landolfo Iuniore informó que el concilio de la iglesia necesitó ser llevado afuera, al aire libre, debido a la destrucción.
En Alemania, los daños fueron también muy extensos.
También se informaron daños en el Michaels Kirche (en Bamberg), en la abadía de Brauweiler, y edificios en Rottenburg am Neckar, Constanza, Meersburg, y Fénis.